# Of the blue colour of the sky
Of the Blue Colour of the Sky (en español: Del color azul del cielo), es el tercer álbum de estudio de la banda de rock estadounidense OK Go. Fue lanzado el 12 de enero de 2010 en Capitol Records en los EE. UU. y EMI en el Reino Unido, y relanzado por el sella discográfico independiente Paracadute el 1 de abril. Después de la separación de la banda con EMI y Capitol, Paracadute se hizo cargo de la campaña de promoción y todas las responsabilidades de distribución. El nombre del álbum, las letras, y el concepto se basa en The Influence of the Blue Ray of the Sunlight and of the Blue Colour of the Sky, un libro pseudocientífico publicado en 1876. Su estilo se observó como una desviación significativa del rock pop de sus discos anteriores. El álbum debutó en el número 40 en Billboard 200.

## Lista de canciones
| Of the Blue Colour of the Sky |                                     |          |  |
| N.º                           | Título                              | Duración |  |
| 1.                            | «WTF?»                              | 3:25     |  |
| 2.                            | «This too shall pass»               | 3:08     |  |
| 3.                            | «All Is Not Lost»                   | 2:44     |  |
| 4.                            | «Needing/Getting»                   | 5:14     |  |
| 5.                            | «Skyscrapers»                       | 4:38     |  |
| 6.                            | «White Knuckles»                    | 3:19     |  |
| 7.                            | «I Want You So Bad I Can't Breathe» | 3:23     |  |
| 8.                            | «End Love»                          | 4:05     |  |
| 9.                            | «Before the Earth Was Round»        | 4:09     |  |
| 10.                           | «Last Leaf»                         | 2:34     |  |
| 11.                           | «Back from Kathmandu»               | 4:13     |  |
| 12.                           | «While You Were Asleep»             | 4:25     |  |
| 13.                           | «In the Glass»                      | 6:04     |  |
| 51:14                         |                                     |          |  |

## En los medios

### Reversiones
Desde que OK Go rompió sus lazos con EMI, su nueva discográfica se encargó de relanzar el álbum con dos bonus tracks el 1 de abril de 2010. El 19 de septiembre se anunció que una edición extra iba a ser lanzada en los EE. UU. a partir del 2 de noviembre. ésta contaría con trece pistas, versiones alternativas de algunas canciones, remixes, demos e incluso una entrevista en profundidad con la banda por el presentador Ira Glass.

### Recepción
Stephen Thomas Erlewine de Allmusic escribió que el álbum «En última instancia, parece difuso» y que «El álbum se expande como una rueda, oscureciendo finalmente a las pistas de la primera parte». Adam Conner-Simons de The Boston Globe dice que «Aunque OK Go en ocasiones parece estar aplicándose con demasiada fuerza... El disco ofrece algunas de las composiciones más exitosas de la banda hasta la fecha». El vídeo de la canción «All Is Not Lost» fue nominada para un Premio Grammy para el 2012 en la categoría "Mejor Vídeo musical Corto-Forma".

## Créditos
OK Go
- Damian Kulash
- Tim Nordwind
- Dan Konopka
- Andy Ross

Adicional
- Dave Fridmann — productor
- Greg Calbi — mezclador
- Mark Mullins — trombón en la pista 12
- Brian L. Perkins — palmadas en la pista 12